# 350.org

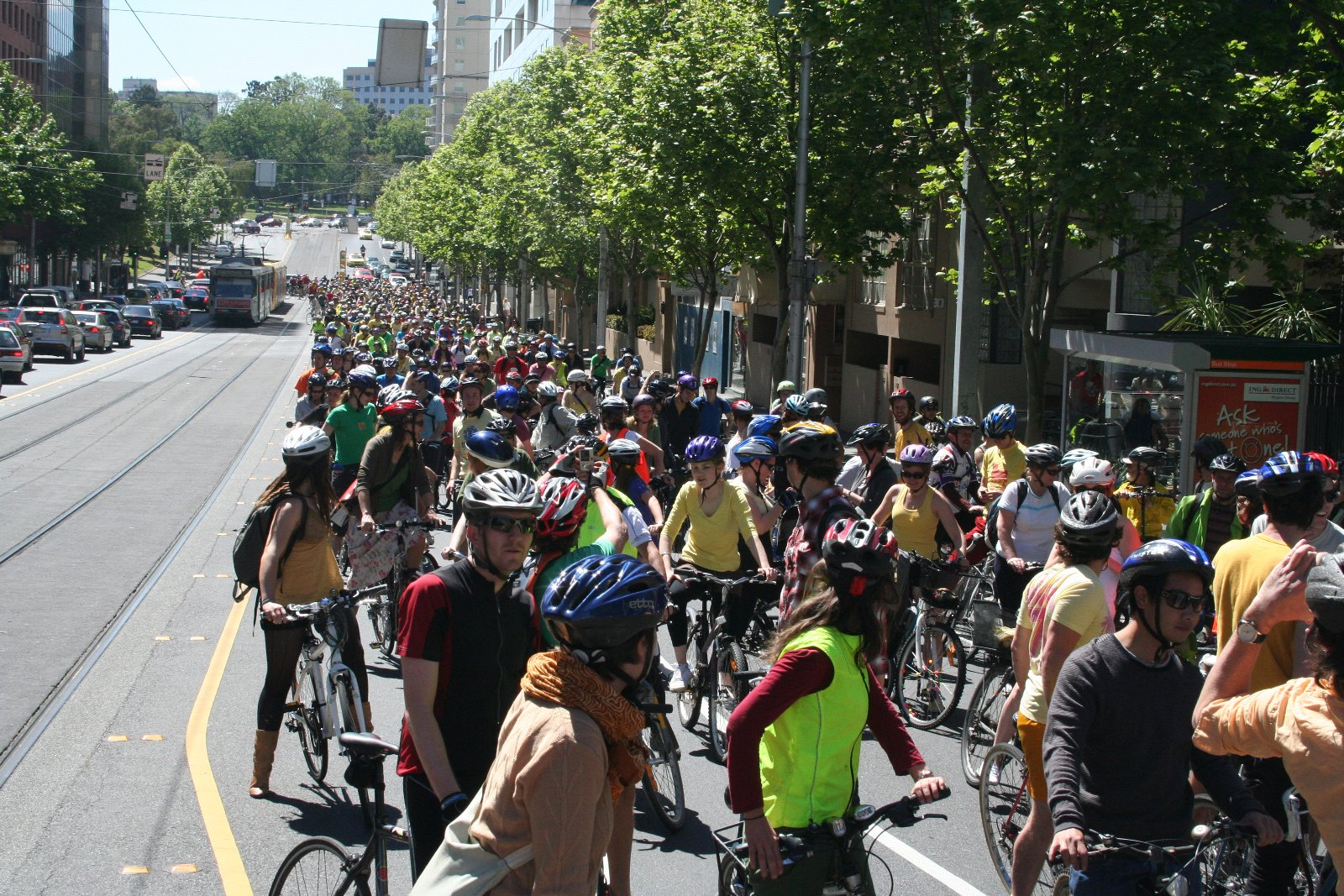
Тисячі велосипедистів на кліматичному протесті 350 у Мельбурні. 2009 рік

350.org — міжнародна неурядова екологічна організація, створена з метою привернути увагу широких верств громадськості до антропогенної зміни клімату та проблеми викиду в атмосферу величезних обсягів вуглекислого газу CO2  — одного з парникових газів.

## Історія
Організація заснована американським екологом і публіцистом Біллом Мак-Кіббеном. Її назва бере свій початок з дослідження вченого NASA Джеймса Хансена, який встановив, що концентрація діоксиду вуглецю в атмосфері Землі на рівні близько 350 ppm (часток на мільйон, чнм) — це безпечна верхня межа, вище якої неминучі катастрофічні зміни клімату. До теперішнього часу[коли?] в атмосфері Землі зареєстрована концентрація вуглекислого газу 392,04 ppm, що майже на 40% вище концентрації CO2 в доіндустріальну епоху, яка дорівнювала 278 ppm. Позначку 350 ppm було перейдено в 1988 році[джерело?].

## Глобальна діяльність
«350.org» проводить різноманітні екологічні акції по всьому світу. Серед перших масштабних заходів організації були глобальні Дні кліматичних дій, в рамках яких активісти і організації провели ряд заходів: монтаж сонячних панелей, поліпшення теплоізоляції будівель, установка вітряних турбін, висадка дерев тощо.
Сьогодні 350 бере участь у місцевих екологічних кампаніях: протидія будівництву вугільних електростанцій та великих трубопроводів, припинення фінансування паливної індустрії, будівництво об'єктів відновної енергетики тощо. 
Організація проводила кампанії проти трубопроводів Keystone XL та Dakota Access у США, зупиняла фрекінг (видобування сланцевого газу) в окремих містах та штатах Бразилії, здійснювала мобілізацію активістів перед та після підписання Паризької кліматичної угоди. Також організація закликає університети, фонди, муніципалітети та релігійні громади проводити дивестиції (відкликання інвестицій) з індустрії викопного палива. 

## Діяльність в Україні
В Україні 350 реалізує кампанію «Міста для життя», яка передбачає створення кліматичних стратегій для окремих міст, що сп зниження спрямовані на зниження викидів парникових газів та адаптацію міст до наслідків зміни клімату. Зокрема, передбачається перехід на відновні джерела енергії, екологічний транспорт, створення зелених зон тощо. 
350 підписав меморандуми про співробітництво з 5 містами регіону Східна Європа, Кавказ та Центральна Азія про перехід на 100% відновних джерел енергії до 2050 року.